# Shire of Wandering
Shire of Wandering is een lokaal bestuursgebied (LGA) in de regio Wheatbelt in West-Australië. Shire of Wandering telde 535 inwoners in 2021. De hoofdplaats is Wandering.

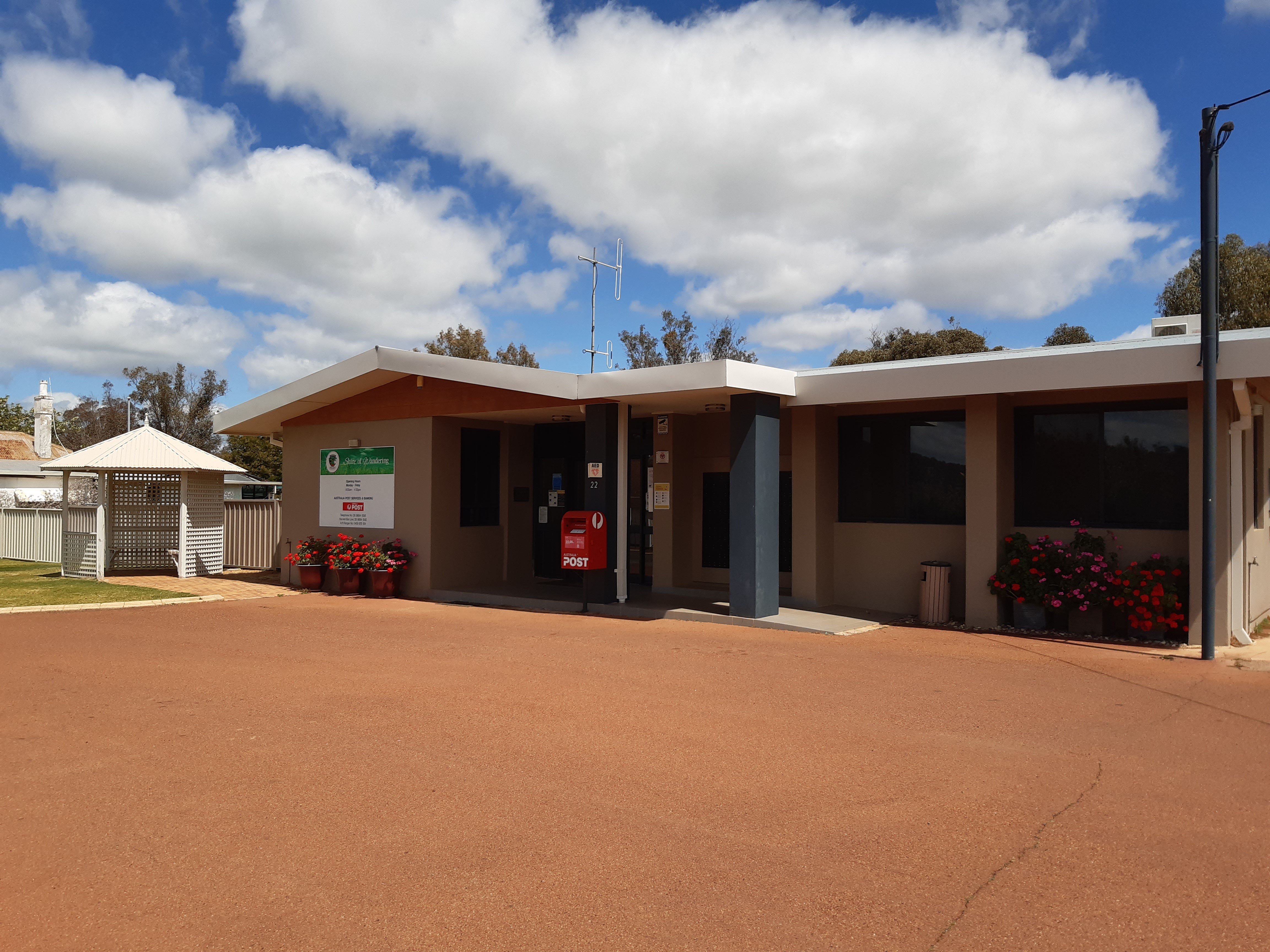
Districtsgebouw in 2020

## Geschiedenis
Op 10 oktober 1874 werd het Wandering Road District opgericht. Ten gevolge de Local Government Act van 1960 veranderde het district op 23 juni 1961 van naam en werd de Shire of Wandering.

## Beschrijving
Shire of Wandering is een landbouwdistrict in de regio Wheatbelt. Het is 1.900 km² groot en ligt ongeveer 120 kilometer ten zuidoosten van de West-Australische hoofdstad Perth. Het district telde 535 inwoners in 2021 en de hoofdplaats is Wandering.

## Plaatsen, dorpen en lokaliteiten
- Wandering
- Bannister
- Codjatotine
- Dwarda
- Mooterdine
- North Bannister
- Pumphreys Bridge

## Bevolkingsaantal
| Jaar | Bevolkingsaantal |
| ---- | ---------------- |
| 1911 | 441              |
| 1921 | 564              |
| 1933 | 450              |
| 1947 | 419              |
| 1954 | 557              |
| 1961 | 661              |
| 1966 | 611              |
| 1971 | 500              |
| 1976 | 470              |
| 1981 | 487              |
| 1986 | 402              |
| 1991 | 414              |
| 1996 | 370              |
| 2001 | 318              |
| 2006 | 355              |
| 2011 | 438              |
| 2016 | 444              |
| 2021 | 535              |